# Выборы 2
«Выборы 2» (кит. трад. 黑社會:以和爲貴, дословно — «Чёрное сообщество: Добродетель в гармонии»; название в международном прокате — англ. Election 2, в прокате США — англ. Triad Election) — полнометражный игровой фильм режиссёра из Гонконга Джонни То, сиквел фильма «Выборы». Гангстерская драма, триллер. Премьера состоялась на Гонконгском международном кинофестивале 2006 года.

## Сюжет
Лэм Лок (Саймон Ям) стоит во главе Гонконгской триады «Вошинво». Приближаются очередные выборы, проходящие один раз в два года. Лок пытается добиться повторного избрания, что невозможно по существующим традициям. Джимми Ли (Луис Ку) — высокопоставленный член клана, пытается порвать с криминалом, чтобы легально заняться бизнесом в материковом Китае. Однако представители местного бюро общественной безопасности ловят его при попытке дачи крупной взятки чиновнику строительного департамента. Шеф бюро, к которому все обращаются как мистер Кси (Юн Ю), готов закрыть на это глаза, если Джимми будет баллотироваться на место главы Вошинво. Тот вынужден предложить старейшинам свою кандидатуру. Кроме него о намерении быть избранными заявляют другие крестники Лэма Лока — Джет (Ник Чун Кафай) и Кун (Гордон Лам).
События происходят с нарастающей быстротой. Лок предлагает Куну отказаться от участия в выборах и объединить усилия против других кандидатов. Кун не соглашается, но, тем не менее, помогает устранить главного финансового менеджера Джимми — его заколачивают в гробу заживо. Лок принимает решение спрятать бухгалтерскую нелегальную бухгалтерскую отчётность и жезл «Голова Дракона» — формальный символ власти клана Вошинво. Кроме того, он самостоятельного убивает дядюшку Тенг Вая (Вон Тин-лам), одного из старейшин, который решительно противостоял попыткам Лока быть переизбранным повторно вопреки традициям. Лок обращается к Джету и убеждает его убить Джимми. По ряду причин покушение срывается. Тем временем, в материковом Китае арестован за нелегальный тотализатор мистер Со (Эдди Чун Сиу-фай) — один из главных союзников Джимми, что существенно снижает для последнего шансы на победу. В условиях нарастания внутренней войны, Джимми вынужден похитить ближайших помощников Лока. Путём жестокой психологической и физической пытки и, одновременно, подкупа, он переманивает выживших на свою сторону. Куна разоблачают в попытке убийства финансового управляющего Джимми (того, в конце концов, удаётся спасти). Этот аргумент становится последним, повлиявшим на решение старейшин: Джимми выбирают главой клана.
Мистер Кси, шеф регионального бюро общественной безопасности, приветствует вновь избранного крёстного отца в одной из провинций материковой части КНР, сообщает ему о государственном одобрении всех заявленных им ранее проектов и, неожиданно, вручает Джимми жезл «Голова Дракона». Выясняется, что силовые структуры Китая имеют достаточно власти уже и в Гонконге. Они в состоянии отменить многолетние традиции триады и принуждают Джимми стать её главой на постоянной основе с передачей власти по кровному родству, от отца к сыну. Джимми удручён, он полагал спустя двухлетний период покинуть преступное сообщество ради семьи и легального бизнеса. Он встречается с женой, которая перед выборами была отправлена им в безопасное место. Она сообщает мужу, что беременна и вскоре у них появится мальчик. Джимми с ужасом представляет судьбу, которая уготована его будущему ребёнку.

## В ролях
- Саймон Ям — Лэм Лок
- Луис Ку — Джимми Ли
- Ник Чун Кафай — Джет
- Эдди Чун Сиу-фай — мистер Со
- Лам Сует — Биг Хэд
- Гордон Лам — Кун
- Вон Тин-лам — дядюшка Тенг Вай
- Энди Он — Лик

## Художественные особенности и критика
Критик Boston Globe, рассматривая обе части гангстерской драмы, размещает её где-то между «Кланом Сопрано» и «Дилбертом» и характеризует как «мрачную историю о людях, добивающихся того, чего они хотят, но получающих то, чего заслуживают». Он обращает внимание, что если первая часть отслеживает борьбу за власть между двумя мужчинами, для которых она — всё, то во втором фильме уже появляется тревожный политический контекст, когда в это противостояние вмешиваются официальные лица Китайской народной республики. Они дружелюбны и улыбчивы, но при этом выразительно поигрывают мускулами. Обозреватель The Washington Post также упоминает схожесть ленты с «Кланом Сопрано» и обосновывает это сравнение. Во-первых, обе части «Выборов», на его взгляд, нельзя сопоставлять с «Крёстным отцом», как это делает ряд изданий. Гангстерская сага Копполы определённым образом романтизировала его героев: они существовали в мифическом, живописном освещении, у каждого было какое-то внутреннее чувство классицизм и высокого класса. «Клан Сопрано», как и «Выборы», напротив избегает эффектных локаций, действие не происходит в дорогих клубах или пентхаусах, на яхтах или в причудливых борделях. Здесь зритель находится на рабочем месте гангстеров — в подсобных помещениях ресторанов, на складах, в автомобилях. Здесь не много стрельбы, пистолет отвергнут в пользу дубинки или ножа. И даже ножи не являются объектами фетиша, это обычная кухонная утварь, зарезал и выбросил. The Seattle Times обращает внимание на большое сходство Джимми с Костелло, героем Алена Делона из фильма «Самурай» — «красивым и лаконичным антигероем, чья способность к насилию особенно ужасает». При этом тот же автор чуть выше называет Джимми простым полицейским информатором (англ. informant, вариант перевода — доносчик), который действует по указанию силового ведомства исключительно ради своей коммерческой выгоды.